# Бузький лиман
Бу́зький лима́н — естуарій річки Південний Буг. 
Має 82 км довжини і до 11 км ширини. Разом з Дніпровським лиманом утворює Дніпровсько-Бузький лиман. Уздовж берегів лиману розташовано кілька кіс, зокрема Руська коса і Волоська коса.

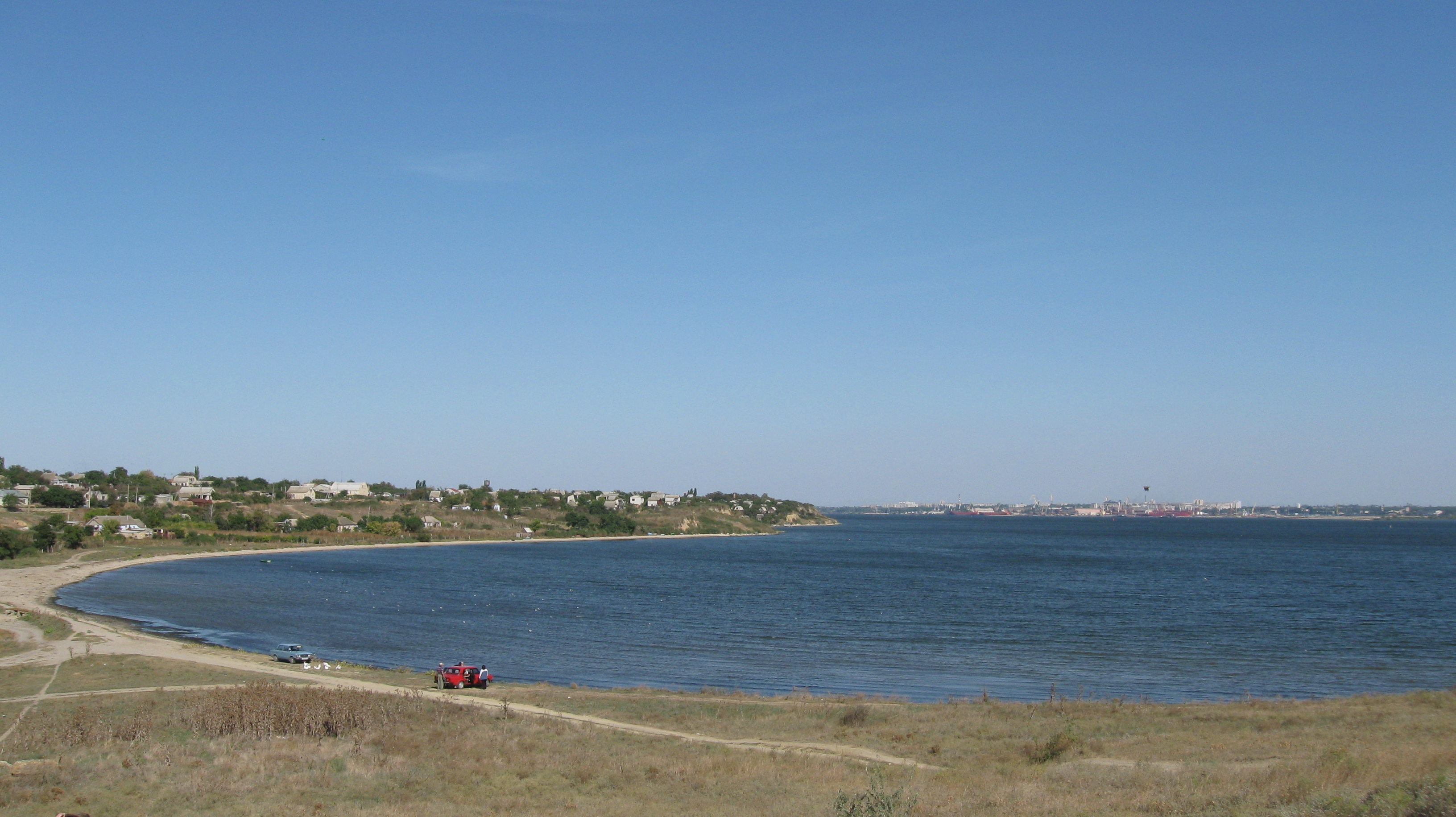
Узбережжя Бузького лиману

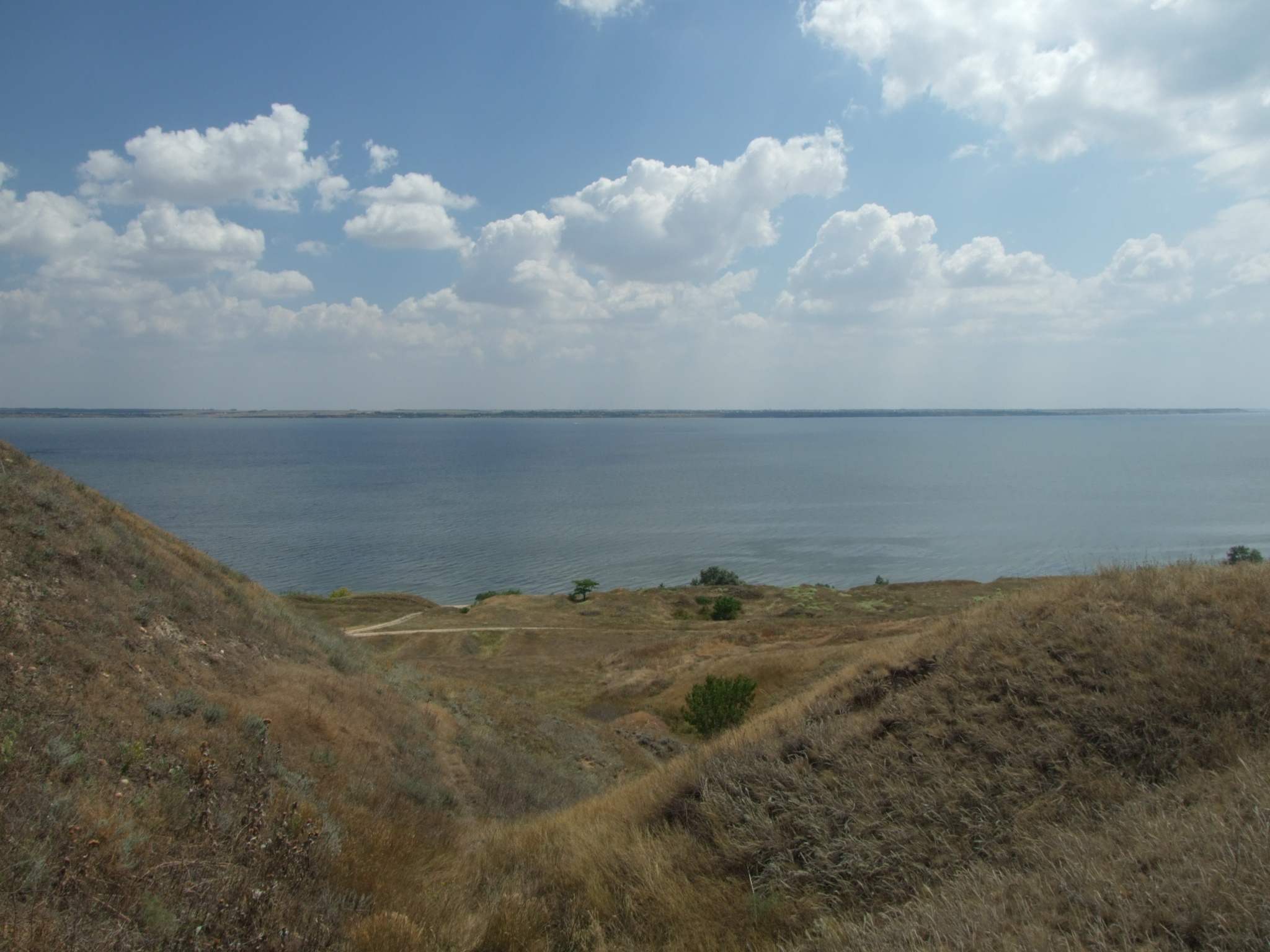
Бузький лиман в районі Ольвії

У північній частині Бузького лиману розташоване місто і порт Миколаїв.